# 李腾 (1984年)
李腾（1984年11月—），男，汉族，山东泰安人，中华人民共和国政治人物。清华大学汽车工程系机械工程专业研究生学历，工学博士学位。曾任共青团福建省委副书记，现任共青团福建省委书记。